# Chusaris microlepidopteronis
Chusaris microlepidopteronis là một loài bướm đêm trong họ Noctuidae.